# Re:konstruKt
Re:konstruKt ist ein 2008 gegründetes türkisches Musiklabel.
Das online vertriebene Independentlabel re:konstruKt wurde 2008 von Umut Çağlar gegründet, einem in Istanbul lebenden Gitarristen und Leiter des konstruKt quartet. Das Label entstand wenige Monate nach ersten Proben der Formation. Ursprünglich war geplant, auf dem Label die Musik der Istanbuler Experimental-, Noise und Free-Jazz-Szene zu dokumentieren. Inzwischen erscheint auf dem Label nicht nur die Musik der konstrukt-Bandmitglieder oder weiterer türkischer Künstler wie Giray Gürkal, Korhan Argüden, Umut Çağlar und Özün Usta, sondern auch Aufnahmen internationaler Musiker der Improvisations- und Jazzszene wie Blaise Siwula, Dom Minasi (Looking Out Looking In, 2011), Ellen Christi, Mark O’Leary, Evan Parker und Jason Kao Hwang.